# Malta en los Juegos Olímpicos de Sochi 2014
Malta estuvo representada en los Juegos Olímpicos de Sochi 2014 por una deportista femenina que compitió en esquí alpino.
La portadora de la bandera en la ceremonia de apertura fue la esquiadora alpina Elise Pellegrin. El equipo olímpico maltés no obtuvo ninguna medalla en estos Juegos.